# 90 giorni per innamorarsi: Lontano dagli Stati Uniti
90 giorni per innamorarsi: Lontano dagli Stati Uniti è un programma statunitense in onda sull'emittente TLC. In italia è trasmesso da Real Time.
La trasmissione nasce come spin-off del celebre programma 90 giorni per innamorarsi. Questa versione ribalta il formato tradizionale di 90 giorni per innamorarsi: invece di essere il partner straniero a trasferirsi negli Stati Uniti con un visto K‑1, è l’americano che lascia tutto e si trasferisce all’estero per vivere con il proprio fidanzato o la propria fidanzata.
| Stagione         | Episodi | Prima TV USA    | Prima TV Italia |
| ---------------- | ------- | --------------- | --------------- |
| Prima stagione   | 22      | 3 giugno 2019   | 13 ottobre 2019 |
| Seconda stagione | 22      | 8 giugno 2020   | 14 marzo 2021   |
| Terza stagione   | 15      | 27 agosto 2021  | 23 gennaio 2022 |
| Quarta stagione  | 17      | 29 gennaio 2023 | 18 giugno 2023  |
| Quinta stagione  | 17      | 10 luglio 2023  | inedita         |
| Sesta stagione   | 15      | 1 luglio 2024   | inedita         |

## Episodi

#### Prima stagione
| nº | Titolo originale        | Sinossi |
| -- | ----------------------- | --- |
| 1  | All in the Name of Love | Quattro americani si preparano a lasciare la propria vita negli Stati Uniti: Corey parte per l’Ecuador per Evelin; Tiffany si trasferisce in Sudafrica con il figlio per stare con Ronald; Jenny vola in India per Sumit; e Paul raggiunge Karine in Brasile con il loro bambino.                                        |
| 2  | Embargos and Ultimatums | Le tensioni aumentano: Evelin lancia un ultimatum a Corey; Tiffany svela alla sua famiglia il passato burrascoso di Ronald; Paul scopre di non poter portare Karine negli Stati Uniti; e Jenny affronta i dubbi degli amici sul suo trasferimento in India.                                                              |
| 3  | It’s Go Time            | Corey comunica ai genitori che sta per trasferirsi; Laura (nuova coppia introdotta) decide di lasciare il figlio per andare in Qatar; Karine mostra la sua delusione verso Paul; e Sumit incontra la famiglia di Jenny prima della sua partenza.                                                                         |
| 4  | Big Expectations        | Jenny arriva in India mentre Sumit è pieno di incertezze; Paul sorprende Karine in Brasile; Laura confessa una notizia importante al fratello; e Tiffany atterra in Sudafrica, chiedendosi se abbia fatto la scelta giusta.                                                                                              |
| 5  | No Looking Back         | Corey comincia a dubitare della sua scelta di trasferirsi in Ecuador; Sumit chiede a Jenny di adeguarsi a un modello tradizionale indiano; Tiffany e Daniel vanno a prendere Ronald in riabilitazione; Jihoon spera che i suoi genitori accettino la relazione con Deavan                                                |
| 6  | Another World           | L’Ecuador si rivela molto diverso da come Corey se lo aspettava; Deavan fatica a conquistare i genitori di Jihoon; Laura prende decisioni drastiche per la sua vita sessuale con Aladin in Qatar; e Paul riceve notizie negative sulla sua domanda di residenza in Brasile                                               |
| 7  | Broken Promises         | Ronald mette a dura prova la fiducia di Tiffany; Sumit nasconde un segreto a Jenny; minacciato di espulsione, Paul cerca assistenza legale in Brasile; Laura ha ripensamenti nel lasciare il figlio; e Deavan non riesce a fare colpo sui genitori di Jihoon                                                             |
| 8  | Chickening Out          | Laura arriva finalmente in Qatar; Tiffany affronta Ronald riguardo al suo addio al celibato; Deavan porta i genitori di Jihoon in giro per la città; Corey tenta di conquistare la famiglia di Evelin con qualche trucco di magia; e Jenny e Sumit ricevono una terribile notizia                                        |
| 9  | Ripped Apart            | Avvicinandosi il matrimonio, il figlio di Tiffany, Daniel, manifesta dubbi sul trasferimento del padre in Sudafrica; Sumit è richiamato urgentemente dalla famiglia in India; Paul e Karine intraprendono un arduo viaggio nell’Amazzonia; la proposta di Jihoon fallisce; e Evelin è stanca dell’atteggiamento di Corey |
| 10 | Rolling the Dice        | Confronti importanti: Ronald affronta i suoi demoni; Laura sciocca Aladin con un regalo bizzarro; Corey ed Evelin litigano sul futuro; Paul deve convincere i genitori di Karine; Sumit torna dalla sua famiglia in India.                                                                                               |
| 11 | Blind Trust             | Tiffany teme che Ronald non sia davvero sobrio; Deavan confessa una notizia delicata a Jihoon; Laura scopre un lato di Aladin che non conosceva; Karine sospetta di Paul; Corey viene a sapere del passato di Evelin. |
| 12 | Baby, Come Back         | Jenny esce la sera da sola; Deavan dubita che Jihoon sia pronto a fare il padre; Tiffany e Ronald cercano una casa sicura per il bambino; Karine teme per la stabilità economica di Paul. |
| 13 | Breaking Point          | Sumit fa una sorpresa a Jenny; Karine è vicina al limite con Paul; Corey scopre altri segreti di Evelin; Deavan mette in discussione l’affidabilità di Jihoon; Laura sente nostalgia di casa. |
| 14 | The Great Unknown       | Tiffany e Ronald danno una notizia importante; Laura chiede al figlio di partecipare al matrimonio; Deavan fatica ad ambientarsi in Corea; Corey chiede a Evelin di interrompere i rapporti con il suo ex; Karine e sua madre abbandonano Paul.                                                                          |
| 15 | Walking a Tight Rope    | Deavan affronta le difficoltà del suo trasferimento in Corea del Sud; i problemi di gioco d’azzardo di Ronald riemergono; Paul tenta di riconquistare Karine; e la figlia di Jenny affronta Sumit. |
| 16 | Fool’s Gold             | Jihoon confessa un segreto che cambia tutto; le tensioni tra Jenny e Sumit esplodono; Paul e Karine danno il benvenuto al loro bambino; e Laura riceve la visita del figlio in Qatar. |
| 17 | Shattered Dreams        | Jenny scopre una verità devastante su Sumit; Laura è divisa tra Aladin e suo figlio Liam; Corey torna in Ecuador; la madre di Paul arriva in Brasile; Tiffany teme per il parto. |
| 18 | Torn                    | Sumit confessa tutta la verità a Jenny; Deavan scopre un passato scomodo di Jihoon; Corey cerca di ottenere l’impegno di Evelin prima che il visto scada; Liam lancia un ultimatum ad Aladin. |
| 19 | Falling Apart           | Jenny e Sumit litigano dopo la rivelazione del matrimonio di lui; la relazione tra Laura e Aladin vacilla sotto la pressione del figlio e della famiglia; Paul riceve una lezione dalla madre; Tiffany deve prendere una decisione difficile.                                                                            |
| 20 | Never Let Me Go         | Jenny si sente fuori posto in India; Deavan affronta le tradizioni matrimoniali coreane; Evelin valuta se sposare Corey; Tiffany teme per la sobrietà di Ronald prima di partire con il bambino. |
| 21 | Tell All: Part 1        | I protagonisti rivivono i momenti più intensi della stagione; Paul partecipa da solo senza Karine; Deavan racconta i suoi sentimenti contrastanti. |
| 22 | Tell All: Part 2        | Conclusione e aggiornamenti: le coppie ripercorrono il proprio percorso e svelano sorprese su come stanno oggi le loro relazioni. |

#### Seconda stagione
| n° | Titolo originale            | Sinossi |
| -- | --------------------------- | --- |
| 1  | Home Is Where the Heart Is  | Brittany informa il padre del suo trasferimento in Giordania; Jenny annuncia alle figlie il suo rientro in India; Kenny vende casa per seguire il suo amore in Messico; Ariela affronta i primi ostacoli nel trasferimento in Etiopia con Biniyam                                                                     |
| 2  | The Truth Will Set You Free | La famiglia di Yazan preme per un matrimonio rapido con Brittany, che nasconde un segreto importante. Gli amici di Sumit sono preoccupati per il ritorno di Jenny. Il medico di Ari è apprensivo riguardo alla gravidanza in Etiopia, mentre Armando deve fare chiarezza con la sua famiglia sul suo legame con Kenny |
| 3  | Heart My Broken             | Deavan mette in dubbio il trasferimento in Corea del Sud; Kenny affronta un’intensa cena di famiglia; i genitori di Ari mettono in guardia Biniyam; Jenny compie un salto di fiducia per Sumit; Brittany arriva in Giordania, rivelando un segreto sorprendente                                                       |
| 4  | My Life in 7 Suitcases      | Ari si trasferisce in Etiopia con Biniyam, ma il confronto con la madre è duro. Jenny è scioccata dalla sua nuova sistemazione in India, Brittany affronta il caos giordano, e Jihoon nasconde un’altra verità a Deavan                                                                                               |
| 5  | Wing and a Prayer           | Brittany dubita della sua scelta; gli amici di Biniyam temono stia commettendo lo stesso errore; il nuovo appartamento di Deavan e Jihoon non è quello sperato; Tim rivela la vera motivazione del trasferimento in Colombia                                                                                          |
| 6  | Don’t Grumpy Stop           | Deavan è delusa dalla mancanza di preparazione di Jihoon; Tim prepara tutto in casa per salvare la relazione; Ariela rimane scioccata dal suo appartamento in Etiopia; Jenny mette pressione a Sumit |
| 7  | I’m Not Your Baby           | Gli appartamenti proposti a Biniyam lasciano Ariela e sua madre senza parole; Armando si prepara all’arrivo di Kenny; Jenny è stanca delle promesse non mantenute di Sumit sul divorzio; Deavan non sopporta più le bugie di Jihoon; la visita di Brittany dai genitori di Yazan va male                              |
| 8  | Rude Awakening              | Brittany si sente sola dopo uno scontro con i genitori di Yazan; Kenny e Armando si riuniscono; Jenny scopre la verità sul divorzio di Sumit; Tim si trasferisce in Colombia per riconquistare Melyza; Jihoon, distrutto, si confida con la madre                                                                     |
| 9  | Crossing the Line           | Tim riceve un’accoglienza gelida da Melyza; la madre di Ariela entra in guerra; Brittany e Yazan cercano un mediatore; il primo outing di Kenny e Armando crea tensione; stanca delle bugie, Deavan esige verità da Jihoon .                                                                                          |
| 10 | Forgiven, Not Forgotten     | La famiglia di Biniyam mette alla prova l’impegno di Ariela in Etiopia; Deavan lancia un ultimatum a Jihoon; Tim cerca il perdono dalla madre di Melyza; Sumit, a corto di opzioni, cerca aiuto dal fratello |
| 11 | Fight, Pray, Love           | Kenny spinge Armando a fare chiarezza con la famiglia; Tim affronta i suoceri; Brittany resta scioccata da un ultimatum di Yazan; Deavan e Jihoon iniziano ad ambientarsi nel nuovo appartamento |
| 12 | The Parent Trap             | La madre di Deavan esplode di rabbia; Sumit informa Jenny che i suoi genitori sono pronti a incontrarla; Kenny spinge Armando a ufficializzare il fidanzamento; Ariela e Biniyam litigano per motivi religiosi; Brittany è terrorizzata di affrontare nuovamente i genitori di Yazan                                  |
| 13 | Sticks and Stones           | Il primo gesto pubblico d’affetto di Armando finisce male; Ariela comincia a mettere in dubbio la vita in Etiopia dopo la partenza della madre; Deavan tenta di migliorare il legame con la suocera; Tim affronta un colloquio di lavoro difficile; Brittany e Yazan litigano sui social                              |
| 14 | The Truth Hurts             | Ariela raggiunge il limite; Elicia (madre di Deavan) non vuole lasciare la Corea senza Deavan; Armando si prepara all’incontro di famiglia per il fidanzamento; Brittany continua a mentire a Yazan; Tim sgancia una bomba su Melyza; Sumit affronta i genitori per Jenny                                             |
| 15 | Ready or Not                | Sumit supplica i genitori di accettare Jenny; Brittany vola a Chicago per concludere il divorzio; Melyza svela un segreto a Tim; Armando esita a parlare del fidanzamento; Ariela e Biniyam sono sconvolti da una notizia inattesa                                                                                    |
| 16 | The Consequences of Truth   | Ari affronta complicazioni in gravidanza, Deavan e Jihoon fanno un passo importante, Yazan mette in discussione la relazione con Brittany, Melyza rivela un segreto a Tim, Armando viene accolto dalla famiglia |
| 17 | Bris-Fully Ignorant         | Ariela compie una scelta drammatica sul futuro del figlio; Jihoon vacilla sul lavoro; Kenny e Armando discutono su come crescere i figli; Sumit affronta accuse legali; Brittany finalmente riceve aggiornamenti sul divorzio                                                                                         |
| 18 | Are You Done Yelling?       | Yazan chiede aiuto al fratello; Sumit va finalmente in tribunale per il divorzio; Kenny e Armando fanno richiesta di licenza matrimoniale; le scelte genitoriali creano tensioni tra Ariela e Biniyam; Deavan trova foto inquietanti sul telefono di Jihoon; la madre di Tim lo visita                                |
| 19 | Fight or Flight?            | Il ritorno di Brittany in Giordania si rivela un disastro; Jenny e Sumit sembrano inarrestabili; l'arrivo della madre di Tim sconvolge l’equilibrio; Ariela sospetta del lavoro eccessivo di Biniyam; Deavan e Jihoon affrontano una tragedia familiare                                                               |
| 20 | Not On My Watch             | Jihoon teme il ritorno di Elicia; Kenny e Armando lottano per il diritto a sposarsi; Jenny teme il ripensamento di Sumit; i genitori di Ariela dubitano delle sue scelte; Brittany e Yazan finalmente si riuniscono; Tim deve prendere una decisione cruciale .                                                       |
| 21 | The Cost Of Love            | Brittany scopre la verità su Yazan; Tim prende una decisione importante; Ariela è impreparata per il battesimo del figlio; Deavan teme che la madre non approvi mai Jihoon; Jenny e Sumit finalmente parlano faccia a faccia con i suoi genitori                                                                      |
| 22 | Never Stop Fighting         | Sumit si trova in grande difficoltà; Kenny e Armando ricevono una notizia sorprendente; la vita di Ariela prende una svolta inattesa; il matrimonio di Deavan non va come previsto; Brittany prende una decisione drammatica per amore .                                                                              |

#### Terza stagione
| n° | Titolo originale     | Sinossi |
| -- | -------------------- | --- |
| 1  | Love Makes You Crazy | Ellie vende la sua vita negli USA per trasferirsi con Victor a Providencia; Corey nasconde un segreto da Evelin; Sumit porta Jenny da un astrologo; Ariela invita un ospite indesiderato; Steven ha paura di rivelare ad Alina qualcosa del suo passato                                           |
| 2  | Testing Trust        | Ellie ha una notizia a sorpresa per gli amici; l’ex marito di Ariela fa un’apparizione significativa; Steven lascia il lavoro mentre Alina prepara il trasferimento; Kenny e Armando iniziano finalmente a pianificare le nozze; a Jenny rimane un’unica opzione per restare in India .           |
| 3  | Fight for Love       | Ellie va in Colombia senza un piano; Jenny si rivolge ai seguaci Hare Krishna; Kenny nasconde un segreto; Biniyam affronta l’ex di Ariela; Evelin fa una rivelazione alle sorelle; Alina mette alla prova la fedeltà di Steven                                                                    |
| 4  | From Soup to Nuts    | Corey affronta l’ira delle sorelle di Evelin; la reunion tra Alina e Steven è tutt’altro che perfetta . |
| 5  | Facing Fears         | Armando si scontra con le delusioni; Steven teme di aver esagerato con la proposta anticipata; il resto delle trame continua a dipanarsi . |
| 6  | Proceed With Caution | Steven rivela dettagli sulla sua vita sentimentale passata; Jenny e Sumit cercano soluzioni per i problemi di visto . |
| 7  | The Other Woman      | La madre di Sumit fa una proposta inaspettata a Jenny; Corey arriva finalmente a un confronto decisivo . |
| 8  | Selective Virtues    | Evelin dice a Corey di volersi separare; i genitori di Sumit si trasferiscono a vivere con la coppia; Ellie affronta le insicurezze; e Steven confronta nuove pressioni . |
| 9  | Fish or Cut Bait     | Alina scopre le chat flirt di Steven; Evelin incalza Corey per le sue bugie; Kenny confessa a Armando la sua nostalgia di casa; Sumit rivela a Jenny il suo “sogno |
| 10 | Stop the Excuses     | Steven e Alina arrivano a un punto di rottura. A Kenny viene negato il desiderio per il suo matrimonio. Le tensioni aumentano tra Ellie e Victor. I genitori di Sumit mettono alla prova Jenny. Ari dà a Bini un ultimatum finale. Corey ed Evelin lavorano per riconciliare la loro relazione.   |
| 11 | Written In The Stars | Ari non è sicura se Bini la raggiungerà in Kenya. Corey si impegna al massimo per riconquistare Evelin. L’astrologo di famiglia rivela il destino di Jenny e Sumit. Alina è preoccupata che Steven possa sposarla. L’ansia di Armando cresce mentre aspetta di vedere se suo padre si presenterà. |
| 12 | Cold Feet            | Janice mette pressione a Bini per sapere la verità. Evelin rifiuta di celebrare un matrimonio religioso. Victor rivive il trauma dell’uragano. Le famiglie di Kenny e Armando si incontrano per la prima volta. Finito ogni pretesto per non sposarsi, Sumit rivela le sue vere paure.            |
| 13 | Don't Overthink It   | Ari chiede un altro sacrificio a Bini. Alina e Steven stanno per rimanere senza tempo. Victor è pronto a chiudere con Ellie. Sumit confessa il suo tradimento a Jenny. Corey subisce un altro colpo ai suoi piani per il matrimonio. Armando affronta le sue paure.                               |
| 14 | Love Is Love         | Corey teme che Evelin non si presenti all'altare. Steven sorprende Alina con ospiti inattesi al matrimonio. Ari e Bini sono a un bivio. Jenny e Sumit finalmente fanno un grande passo avanti. Kenny e Armando pronunciano il loro "Sì".                                                          |
| 15 | Tell All             | Da tutto il mondo, le coppie di The Other Way si riuniscono per rivivere i loro alti e bassi. Steven fa un'ammissione sorprendente, e Sumit si prepara a fare una confessione tutta sua. Ari esce di scena infuriata. I figli di Kenny litigano con Armando e sua madre.                          |

Quarta stagione
| n° | Titolo originale                                 | Sinossi |
| -- | ------------------------------------------------ | --- |
| 1  | To Love and Be Wise Is Impossible                | Kris incontra il fidanzato Jeymi per la prima volta dal vivo; Gabe tenta di avviare un'attività in Colombia; Daniele torna dal suo ex Yohan nella Repubblica Dominicana; Jen prepara un matrimonio in India con Rishi |
| 2  | To Have Peace There Must Be Strife               | Nicole ritorna in Egitto per salvare il suo matrimonio; tensioni per Kris e Jeymi pre-incontro; Daniele insoddisfatta delle novità di Yohan; Gabe e Isabel discutono dell’uscita del partner trans dalla famiglia. |
| 3  | If You Can’t Jump, You Plunge                    | Nicole affronta un riavvio teso con Mahmoud; Gabe si stabilisce in Colombia; Kris e Jeymi si incontrano finalmente; Rishi nasconde qualcosa a Jen; tensioni finanziarie per Daniele; Debbie si prepara al trasferimento in Marocco |
| 4  | The Eyes Do Not See What the Mind Does Not Want  | I problemi di salute di Kris preoccupano Jeymi; Debbie negozia un prenup; Gabe e Isabel temono la reazione della famiglia alla sua transizione; Jen perde fiducia in Rishi; conflitto culturale continua tra Nicole e Mahmoud |
| 5  | Lies Have Got No Legs                            | Nicole è in Egitto e rimpiange la decisione di aver fatto conoscere i suoi amici a Mahmoud. Gabe soffre per il suo nuovo progetto in Colombia. Debbie decide di partire per il Marocco, nonostante i timori dei figli. Jeymi si inquieta quando Kris suggerisce di procurarsi un’arma per sicurezza. Jen riceve informazioni preoccupanti da un’amica di Rishi. Daniele e Yohan discutono su un tema culturalmente controverso |
| 6  | Love Is One Thing, Knowledge Is Another          | Jen assume il ruolo della perfetta moglie indiana. Kris affronta difficoltà finanziarie e valuta se tornare negli USA. Debbie e Oussama vivono un momento romantico. Daniele e Yohan discutono apertamente dei loro sentimenti. Gabe riflette su un’operazione medica importante. Nicole e Mahmoud si scontrano sui loro stili nel vestire                                                                                     |
| 7  | Drop by Drop the River Rises                     | Isabel teme di dover scegliere tra Gabe e suo padre. La famiglia di Mahmoud mette sotto esame Nicole. Jen rischia di perdere il visto a causa di problemi burocratici in India. Gli amici di Jeymi seminano dubbi su Kris. Debbie e Oussama discutono sul loro futuro insieme |
| 8  | For Every Joy There Is a Price to Be Paid        | Nicole cerca accettazione nel nucleo di Mahmoud, mentre Gabe ed Isabel discutono dell’accettazione della famiglia nei confronti della transizione. Jen e Rishi fronteggiano la sfida del matrimonio tradizionale. Debbie esplora la cultura marocchina e valuta possibili accordi prematrimoniali. |
| 9  | A Beautiful Thing Is Never Perfect               | Nicole è costretta a confrontarsi con le aspettative religiose in Egitto; Kris riceve una brutta notizia che lo destabilizza; Gabe e Isabel valutano come presentarsi alla famiglia per il suo percorso di transizione; Jen riflette se la cerimonia in India rispetta i suoi valori |
| 10 | One Hand Does Not Clap                           | Nicole crea legami con nuovi amici in Egitto; Jen e Rishi si riuniscono in India; Gabe ha un profondo dialogo con il padre di Isabel; Kris ritorna temporaneamente negli USA per difficoltà finanziarie; Oussama coinvolge Debbie con una poesia; Yohan avverte Daniele di non ricontattare il suo ex |
| 11 | The Tongue Has No Bone, But It Cuts Deep         | Jen affronta Rishi riguardo ai suoi messaggi ambigui. Kris e Jeymi litigano su questioni di amore e finanze. I piani di Gabe di sposare Isabel vengono messi in pausa. Debbie incontra la famiglia di Oussama in Marocco. La festa a sorpresa di Yohan per Daniele prende una piega imbarazzante |
| 12 | The Glow Soon Becomes Ashes                      | Kris e Jeymi si scambiano colpe sulle loro difficoltà. La sorella di Gabe sfiora un accordo prematrimoniale. Jen e le sue amiche tramano un piano “rischioso”. Daniele si riunisce col suo ex. Nicole perde la pazienza in Egitto. Si scoprono le vere intenzioni di Oussama. |
| 13 | Winds Do Not Blow As The Ships Wish              | Isabel affronta la sorella di Gabe. Yohan umilia Daniele davanti al suo ex. Rishi subisce un colpo a sorpresa. Mahmoud riflette sul desiderio di Nicole di lasciare l’Egitto. Oussama spezza il cuore di Debbie |
| 14 | Never Say I Regret, Always Say I Learned         | Un litigio familiare mette in serio pericolo l'imminente matrimonio di Isabel, con tensioni che minacciano di far saltare la cerimonia. Il confronto tra Kris e Jeymi si trasforma in un acceso scontro all’arrivo di Kris. Il matrimonio tra Daniele e Yohan entra in crisi e la coppia deve fronteggiare il baratro emotivo della rottura.                                                                                   |
| 15 | Where There Is Love There Is Life and Tell All 1 | Primo speciale “Tell All”: le coppie si riuniscono insieme a Shaun Robinson (moderatrice) per discutere e affrontare le tensioni accumulate |
| 16 | Tell all 2                                       | Mahmoud arriva a un punto di rottura improvviso, lasciando Nicole in lacrime. La gelosia di Isabel mette a rischio il rapporto con Gabe. Rishi implora la sua famiglia di accettare la relazione con Jen. Viene rivelato uno scandalo di infedeltà |
| 17 | Tell all 3                                       | Mahmoud oltrepassa una linea importante nei confronti di Nicole. Gabe affronta sua sorella Monica. Jen ammette di aver dato il suo numero a qualcuno durante le registrazioni in studio. L'ex partner di Daniele torna a minacciare la sua relazione con Yohan |